# Skatalà
Skatalà fue un grupo de música español procedente de Barcelona (Cataluña), pionero en tocar ritmos jamaicanos en la península ibérica. El grupo empezó en 1985 y se disolvió en 1997. En 2005 hicieron un gira de 12 actuaciones en Cataluña para celebrar el 20.º aniversario de la banda. En 2010 repitieron la experiencia con motivo del 25 aniversario. Cuando llevaban 6 conciertos falleció Natxo Romero, el saxo tenor del grupo. El último concierto, en homenaje a Natxo, tuvo lugar en noviembre en la Sala Apolo de Barcelona. Desde entonces no se han vuelto a reunir.

## Discografía Oficial
- Fent d'Aquí (1987). Skamarlà Rds (reeditado en 1991 por Sock It Records/Semaphore, en 2001 por Subway Rds y en 2017 por Daily y Bcore en motivo del 30 aniversario de la grabación)
- Borinot Borinot (1993). Al·leluia Rds/Capità Swing (reeditado en 2016 por Bcore Disc/Daily Rds)
- Un de Nou (1995). Al·leluia Rds/Capità Swing
- In Concerto (1998). Baobab Música/Al·lleuia Rds (reeditado en 2002 por Tralla Rds)
- Llunàtics (2005). Skamarlà Rds (recopilatorio con los temas de Borinot Borinot y Un de Nou)